# Supergrass
|  | Per a altres significats, vegeu «Supergrass (àlbum)». |

Supergrass són un grup de rock d'Oxford, Regne Unit que van viure el seu punt màxim de popularitat durant l'era del Britpop a mitjans dels anys 90. El grup consisteix en els germans Gaz Coombes (guitarra i veu solista) i Rob Coombes (teclats), Danny Goffey (bateria i veus), i Mick Quinn (baix i veus).

## Biografia

### (1991-1993) Inicis
Els orígens de Supergrass es troben al grup The Jennifers, formada a l'escola de Wheatley Park, de la qual formaven part Coombes (amb 16 anys) a la veu i Goffey (amb 18) a la bateria. The Jennifers van començar a tenir una reputació a l'escena indie d'Oxford, influenciats per the Buzzcocks, the Jam, The Kinks, the Who, i incloent-hi sons de l'era pop-punk, caracteritzada per cançons enganxoses, ràpides i basades en tres acords de guitarra. El grup va gaudir de suficient èxit com per publicar un senzill a Nude Records el 1992 abans de separar-se. Però Coombs i Goffey ja havien acordat seguir treballant junts.
Quan Coombes va començar a treballar a un restaurant local, es va fer amic de Mick Quinn, un altre alumne de la seua escola (però més gran que ells) i músic que havia estat tocant a diverses bandes locals sense gaire èxit. Quan els dos van veure el seu interès comú, Coombes va convidar Quinn a tocar amb ell i Goffey. El febrer de 1993 Quinn va unir-se oficialment a el grup, formant Theodore Supergrass (nom que prompte va perdre el prefix).
Tot i que tècnicament Supergrass va tocar els seus primers concerts davant d'unes vaques al costat de la casa de Quinn, el seu primer concert pròpiament dit va ser a la Jericho Tavern d'Oxford. L'estiu de 1994, Supergrass va publicar el seu senzill de debut,"Caught by the Fuzz", al petit segell independent local Backbeat Records. La cançó, que parla de l'experiència d'un amic que enxampen amb cocaïna, es va exhaurir de seguida (l'edició era de 250 còpies), en part gràcies al suport del programa de John Peel a Radio One. El segell Parlophone els va fitxar i va reeditar el senzill a la tardor del mateix any. Va aconseguir l'inusual honor de rebre el títol de "senzill de la setmana" de NME i de Melody Maker la mateixa setmana.

### (1994-2000) Britpop i la fama
La popularitat de Supergrass va començar a augmentar ràpidament, en part gràcies a l'ajuda de bandes més experimentades com ara Blur i Elastica. Els seus senzills van començar a arribar alt a les llistes de vendes. "Mansize Rooster", publicat la primavera de 1995, va arribar al número 20 de les llistes brutàniques, i "Lenny" al top 10. "Lenny" va estar seguit prompte per l'àlbum de debut del grup, I Should Coco, que va entrar al número 1 de la llista de vendes.
L'àlbum va ser molt ben acollit per la seua actitud divertida, que encaixava bé amb la imatge de la "Cool Britannia" d'aquell temps i que contrastava amb l'actitud més seriosa d'altres bandes de l'era del Britpop com ara Blur, Oasis o Suede. A açò es va sumar l'èxit del seu 4t senzill, "Alright"/"Time", que va estar al top 3 britànic durant un mes, arribant fins al número 2. L'himne alegre "Alright" (que va ser utilitzat a Espanya per a un anunci de gasosa) va rebre també una molt bona acollida als mitjans de comunicació musicals. Recorda l'amor per la marihuana dels seus membres i celebra la seua joventut. Després de tres mesos de ser número 1 al Regne Unit, I Should Coco es va publicar als EUA, on "Caught by the Fuzz" va ser molt ben acollida a les ràdios i a la MTV.
Supergrass es va convertir llavors en una de les bandes que encapçalaven el Britpop. Van seguir la publicació de I Should Coco amb 18 mesos de gires, apareixent a festivals com ara T In The Park o el Glastonbury Festival, que els va convertir en un dels grups més cotitzats del moment.
Després d'un curt descans, el 1996 Supergrass van tornar als Sawmills Studios per treballar en In It For The Money, produït pel grup i John Cornfield. L'àlbum, publicat el 1997, va ser un èxit de públic i crítica, tot i que alguns fans van quedar desconcertats pel so més obscur. El primer senzill, "Going Out", va ser un èxit, arribant al número 5, i "Richard III" va arribar al 2. Tot i que els següents senzills, "Sun Hits The Sky" i "Late In The Day" no van tenir aquest èxit (llocs 10 i 18 respectivament), la popularitat de Supergrass es va mantenir molt alta. Alguns experts pensen que In It For The Money va ser infravalorat a causa de la productivitat de l'escena Britpop en aquella època i la dominació que exercien tant Oasis, Radiohead (amb el seu reeixit Ok Computer) i The Verve (que fins aquell temps havien sigut relativament desconeguts).
Durant 1998, Coombes i Quinn van ser convidats a tocar a l'àlbum Anutha Zone de Dr John (a la cançó "Voices In My Head"), mentre que Goffey va contribuir a l'àlbum de debut de Lodger (on també apareixia la seua companya Pearl Lowe i membres del grup Delicatessen).
El grup de nou es va prendre un curt descans abans de tornar el 1999 amb el senzill "Pumping on Your Stereo", que estava acompanyat d'un vídeo memorable a càrrec de la Jim Henson's Creature Shop. El senzill va generar molta publicitat, així com la gira que va seguir. El darrer concert d'aquesta gira va tenir lloc al Shepherds Bush Empire com a part del festival de la MTV"Five Night Stand". El senzill i la gira van estar seguits pel seu àlbum homònim Supergrass que va rebre el sobrenom de "X-Ray album" per la seua portada. La primavera següent el disc va ser publicat als EUA. El disc, gravat al mateix estudi i amb el mateix productor que els anteriors, va tindre bona acollida però no al nivell dels anteriors. Els crítics van dir que el disc tenia cançons genials envoltades de cançons mediocres. El següent senzill, "Moving", va aconseguir prou èxit i va arribar al top 10 del Regne Unit. No obstant això, "Mary" (el 3r senzill) no va entrar ni al top 20. A continuació es van prendre un llarg descans.

### (2001-actualitat) Últims anys
Després de tres anys fora de l'escena musical, el grup va retornar amb el setembre de 2002 amb Life on Other Planets. Tot i que el disc no va tenir l'èxit comercial dels altres tres àlbums, es pot considerar que arribar al número 9 de les llistes britàniques donada la seua llarga absència és un bon lloc. No obstant això, les crítiques van ser molt positives, algunes fins al punt de dir que "hauries d'escoltar Supergrass perquè la vida és massa curta per no fer-ho". Life on Other Planets també conté el fet ressenyable que va ser el primer àlbum del grup que reconeixia Rob Coombes com un membre més del grup. Anteriorment, el grup estava formada per Gaz Coombes, Goffey i Quinn, tot i que Rob Coombes contribuïa a la majoria de cançons i vídeos, i anava de gira amb ells. Les cançons gravades abans d'aquest punt es ressenyaven com a "Supergrass and Rob Coombes". Després de Life on Other Planets el grup va passar per un altre període de descans de tres anys, dedicant-se a les gires i a assumptes personals. Va ser en aquest descans que Danny Goffey va aparèixer al senzill benèfic Do They Know It's Christmas com a bateria.
El 2004 van publicar el seu recopilatori de grans èxits Supergrass Is 10 per celebrar el desè aniversari de la formació del grup. No obstant això, no van poder celebrar l'aniversari amb un nou àlbum, a causa dels problemes en la gravació del seu nou material. Van deixar els Sawmill Studios, i van haver d'afrontar la tasca de construir un nou estudi per a ells. A més, els germans Coombes van perdre sa mare. La premsa del cor britànica també va tenir la seua aparició en aquest període, quan va descobrir un escàndol sexual. Segons la premsa, Goffey i l'actor Jude Law haurien fet un intercanvi de parelles amb les seues mullers.
Per tant, el cinquè àlbum del grup, Road to Rouen, es va retardar i no va aparèixer a Europa fins a l'agost del 2005, i un mes després a Amèrica. L'àlbum reflectia, naturalment, el dur període pel qual havia passat el grup, i moltes de les cançons estaven orientades cap a la mort. Tot i que no va rebre l'aclamació de la crítica com Life on Other Planets, va ser ben rebut i va arribar al número 9 de les llistes britàniques. No obstant això, com estava orientat cap a material més llarg, orquestral, alguns crítics van objectar que el grup havia perdut el seu estil fresc (objecció que alguns ja havien fet a "In it for the money"). "St. Petersburg", el primer senzill, va ser un relatiu fracàs, en arribar només al número 22 de les llistes d'èxits. El segon i tercer senzills van tindre encara pitjor resposta comercial (de fet, el tercer només va aparèixer en vinil de 7" i descàrrega digital). Llavors el grup es va llançar a una gira maratoniana que va provar que encara tenien una base sòlida de públic. Això els converteix en una de les poques bandes de l'era del Britpop que encara tenen èxit al nou mil·lenni.

## Discografia
(entre parèntesis, el lloc a les llistes britàniques)
Àlbums d'estudi
- 1995 - I Should Coco (#1)
- 1997 - In it for the money (#2)
- 1999 - Supergrass (#3)
- 2002 - Life on other planets (#9)
- 2005 - Road to Rouen (#9)
- 2008 - Diamond Hoo Ha (#19)

Compilacions
- 2004 - Supergrass is 10 (#4)

Simples
- com a The Jennifers
  - 1992 "Just Got Back Today" (no va arribar a les llistes
- extrets de I Should Coco
  - 1994 - "Caught By The Fuzz" (#43)
  - 1995 - "Mansize Rooster" (#20)
  - 1995 - "Lose It" (#75)
  - 1995 - "Lenny" (#10)
  - 1995 - "Alright/Time" (#2)
- extrets de In It for the Money
  - 1996 - "Going Out" (#5)
  - 1997 - "Richard III" (#2)
  - 1997 - "Sun Hits the Sky" (#10)
  - 1997 - "Late in the Day" (#18)
  - 1997 - "Cheapskate" (només als EUA, lloc #35)
- extrets de Supergrass
  - 1999 - "Pumping on Your Stereo" (#11)
  - 1999 - "Moving" (#9)
  - 1999 - "Mary" (#36)
- extrets de Life on Other Planets
  - 2002 - "Never Done Nothing Like That Before" (edició limitada en vinil, #75)
  - 2002 - "Grace" (#13)
  - 2003 - "Seen the Light" (#22)
  - 2003 - "Rush Hour Soul" (no arribà a les llistes)
- extrets de Supergrass is 10
  - 2004 - "Kiss of Life" (#23)
- extrets de Road To Rouen
  - 2005 - "St. Petersburg" (#22)
  - 2005 - "Low C" (#52)
  - 2006 - "Fin" (edició limitada en vinil de 7" i descàrrega digital, #111)

DVDs
- 2004 - "Supergrass is 10"